# FIA-Formel-3-Rennwochenende in Monaco 2024
Das FIA-Formel-3-Rennwochenende in Monaco 2024 war der vierte Lauf der FIA-Formel-3-Meisterschaft 2024 und fand vom 23. bis 26. Mai auf dem Circuit de Monaco in Monte Carlo statt.

## Berichte

### Hintergrund
Matías Zagazeta wird das Rennwochenende aufgrund einer Appendizitis, die in Genua bei einer nicht-geplanten Operation erfolgreich behandelt wurde, aussetzen. Als Ersatz wurde von Jenzer Motorsport James Hedley nominiert.

### Qualifying
Aufgrund des geringen Platzangebots sowohl auf als auch abseits der Rennstrecke wurde das Qualifying anhand der persönlichen Fahrernummern (gerade und ungerade) in zwei Gruppen zu 15 Fahrern aufgeteilt. Das erste Qualifying fand am 24. Mai 2024 um 11:05 Uhr Ortszeit statt, das zweite Segment um 11:29 Uhr Ortszeit (beide jeweils UTC+2). 

## Meldeliste
Alle Teams und Fahrer verwendeten das Dallara-Chassis F3 2019, 3,4-Liter-V6-Saugmotoren von Mecachrome und Reifen von Pirelli.
| Team                  | Nr. | Fahrer                   | Chassis         | Motor             | Reifen |
| --------------------- | --- | ------------------------ | --------------- | ----------------- | ------ |
| Prema Racing          | 01  | Dino Beganovic           | Dallara F3 2019 | Mecachrome 3.4 V6 | P      |
| Prema Racing          | 02  | Gabriele Minì            | Dallara F3 2019 | Mecachrome 3.4 V6 | P      |
| Prema Racing          | 03  | Arvid Lindblad           | Dallara F3 2019 | Mecachrome 3.4 V6 | P      |
| Trident               | 04  | Leonardo Fornaroli       | Dallara F3 2019 | Mecachrome 3.4 V6 | P      |
| Trident               | 05  | Sami Meguetounif         | Dallara F3 2019 | Mecachrome 3.4 V6 | P      |
| Trident               | 06  | Santiago Ramos           | Dallara F3 2019 | Mecachrome 3.4 V6 | P      |
| MP Motorsport         | 07  | Tim Tramnitz             | Dallara F3 2019 | Mecachrome 3.4 V6 | P      |
| MP Motorsport         | 08  | Kacper Sztuka            | Dallara F3 2019 | Mecachrome 3.4 V6 | P      |
| MP Motorsport         | 09  | Alex Dunne               | Dallara F3 2019 | Mecachrome 3.4 V6 | P      |
| Campos Racing         | 10  | Oliver Goethe            | Dallara F3 2019 | Mecachrome 3.4 V6 | P      |
| Campos Racing         | 11  | Sebastián Montoya        | Dallara F3 2019 | Mecachrome 3.4 V6 | P      |
| Campos Racing         | 12  | Mari Boya                | Dallara F3 2019 | Mecachrome 3.4 V6 | P      |
| Hitech Pulse-Eight    | 14  | Luke Browning            | Dallara F3 2019 | Mecachrome 3.4 V6 | P      |
| Hitech Pulse-Eight    | 15  | Martinius Stenshorne     | Dallara F3 2019 | Mecachrome 3.4 V6 | P      |
| Hitech Pulse-Eight    | 16  | Cian Shields             | Dallara F3 2019 | Mecachrome 3.4 V6 | P      |
| Jenzer Motorsport     | 17  | Charlie Wurz             | Dallara F3 2019 | Mecachrome 3.4 V6 | P      |
| Jenzer Motorsport     | 18  | Max Esterson             | Dallara F3 2019 | Mecachrome 3.4 V6 | P      |
| Jenzer Motorsport     | 19  | James Hedley             | Dallara F3 2019 | Mecachrome 3.4 V6 | P      |
| Van Amersfoort Racing | 20  | Noel León                | Dallara F3 2019 | Mecachrome 3.4 V6 | P      |
| Van Amersfoort Racing | 21  | Sophia Flörsch           | Dallara F3 2019 | Mecachrome 3.4 V6 | P      |
| Van Amersfoort Racing | 22  | Tommy Smith              | Dallara F3 2019 | Mecachrome 3.4 V6 | P      |
| ART Grand Prix        | 23  | Christian Mansell        | Dallara F3 2019 | Mecachrome 3.4 V6 | P      |
| ART Grand Prix        | 24  | Laurens van Hoepen       | Dallara F3 2019 | Mecachrome 3.4 V6 | P      |
| ART Grand Prix        | 25  | Nikola Zolow             | Dallara F3 2019 | Mecachrome 3.4 V6 | P      |
| AIX Racing            | 26  | Tasanapol Inthraphuvasak | Dallara F3 2019 | Mecachrome 3.4 V6 | P      |
| AIX Racing            | 27  | Nikita Bedrin            | Dallara F3 2019 | Mecachrome 3.4 V6 | P      |
| AIX Racing            | 28  | Joshua Dufek             | Dallara F3 2019 | Mecachrome 3.4 V6 | P      |
| Rodin Motorsport      | 29  | Callum Voisin            | Dallara F3 2019 | Mecachrome 3.4 V6 | P      |
| Rodin Motorsport      | 30  | Piotr Wiśnicki           | Dallara F3 2019 | Mecachrome 3.4 V6 | P      |
| Rodin Motorsport      | 31  | Joseph Loake             | Dallara F3 2019 | Mecachrome 3.4 V6 | P      |

## Klassifikationen

### Qualifying

#### Gruppe A
| Pos.                                                                       | Fahrer                   | Team                  | Zeit     | SPR | HAU |
| -------------------------------------------------------------------------- | ------------------------ | --------------------- | -------- | --- | --- |
| 01                                                                         | Gabriele Minì            | Prema Racing          | 1:23,942 | 12  | 01  |
| 02                                                                         | Luke Browning            | Hitech Pulse-Eight    | 1:24,230 | 10  | 03  |
| 03                                                                         | Leonardo Fornaroli       | Trident               | 1:24,295 | 08  | 05  |
| 04                                                                         | Mari Boya                | Campos Racing         | 1:24,787 | 06  | 07  |
| 05                                                                         | Noel León                | Van Amersfoort Racing | 1:24,801 | 04  | 09  |
| 06                                                                         | Laurens van Hoepen       | ART Grand Prix        | 1:24,931 | 02  | 11  |
| 07                                                                         | Oliver Goethe            | Campos Racing         | 1:25,061 | 13  | 13  |
| 08                                                                         | Kacper Sztuka            | MP Motorsport         | 1:25,557 | 15  | 15  |
| 09                                                                         | Santiago Ramos           | Trident               | 1:25,590 | 17  | 17  |
| 10                                                                         | Tommy Smith              | Van Amersfoort Racing | 1:25,730 | 19  | 18  |
| 11                                                                         | Piotr Wiśnicki           | Rodin Carlin          | 1:25,842 | 21  | 20  |
| 12                                                                         | Max Esterson             | Jenzer Motorsport     | 1:25,995 | 23  | 22  |
| 13                                                                         | Joshua Dufek             | AIX Racing            | 1:26,124 | 25  | 25  |
| 14                                                                         | Tasanapol Inthraphuvasak | AIX Racing            | 1:26,316 | 27  | 27  |
| 15                                                                         | Cian Shields             | Hitech Pulse-Eight    | 1:26,362 | 29  | 29  |
| 107-Prozent-Zeit: 1:29,817 min (bezogen auf die Bestzeit von 1:23,942 min) |                          |                       |          |     |     |
| Quelle:                                                                    |                          |                       |          |     |     |

#### Gruppe B
| Pos.                                                                       | Fahrer               | Team                  | Zeit     | SPR | HAU |
| -------------------------------------------------------------------------- | -------------------- | --------------------- | -------- | --- | --- |
| 01                                                                         | Christian Mansell    | ART Grand Prix        | 1:24,921 | 11  | 02  |
| 02                                                                         | Arvid Lindblad       | Prema Racing          | 1:24,940 | 09  | 04  |
| 03                                                                         | Dino Beganovic       | Prema Racing          | 1:25,078 | 07  | 06  |
| 04                                                                         | Joseph Loake         | Rodin Carlin          | 1:25,443 | 05  | 08  |
| 05                                                                         | Tim Tramnitz         | MP Motorsport         | 1:25,524 | 03  | 10  |
| 06                                                                         | Nikola Zolow         | ART Grand Prix        | 1:25,548 | 01  | 12  |
| 07                                                                         | Sami Meguetounif     | Trident               | 1:25,574 | 14  | 14  |
| 08                                                                         | Nikita Bedrin        | AIX Racing            | 1:25,644 | 16  | 16  |
| 09                                                                         | Sophia Flörsch       | Van Amersfoort Racing | 1:25,674 | 18  | 23  |
| 10                                                                         | Callum Voisin        | Rodin Carlin          | 1:25,992 | 20  | 19  |
| 11                                                                         | Charlie Wurz         | Jenzer Motorsport     | 1:26,049 | 22  | 21  |
| 12                                                                         | Sebastián Montoya    | Campos Racing         | 1:26,069 | 24  | 24  |
| 13                                                                         | Alex Dunne           | MP Motorsport         | 1:26,102 | 26  | 26  |
| 14                                                                         | Martinius Stenshorne | Hitech Pulse-Eight    | 1:26,594 | 28  | 28  |
| 107-Prozent-Zeit: 1:30,865 min (bezogen auf die Bestzeit von 1:24,921 min) |                      |                       |          |     |     |
| 15                                                                         | James Hedley         | Jenzer Motorsport     | 2:00,304 | 30  | 30  |
| Quelle:                                                                    |                      |                       |          |     |     |

Anmerkungen
1. ↑  Sophia Flörsch erhielt eine Fünf-Plätze-Strafrückversetzung für das Hauptrennen aufgrund des verursachten Unfalles im Monaco-Sprintrennen mit Kacper Sztuka.
2. ↑  James Hedley scheiterte um 29,439 Sekunden an der Qualifikation zur Rennteilnahme (107-Prozent-Regel) da ein Unfall im Qualifying eine schnellere Rundenzeit verhinderte, erhielt aber von den Rennkommissaren aufgrund von akzeptablen Rundenzeiten im Training dennoch die Starterlaubnis.

### Sprintrennen
| Pos.                                                                           | Fahrer                   | Team                  | Runden | Zeit      | Start | Schnellste Runde |
| ------------------------------------------------------------------------------ | ------------------------ | --------------------- | ------ | --------- | ----- | ---------------- |
| 01                                                                             | Nikola Zolow             | ART Grand Prix        | 23     | 59:09,511 | 01    | 1:25,937 (08.)   |
| 02                                                                             | Tim Tramnitz             | MP Motorsport         | 23     | + 4,328   | 03    | 1:25,842 (08.)   |
| 03                                                                             | Laurens van Hoepen       | ART Grand Prix        | 23     | + 5,173   | 02    | 1:26,118 (09.)   |
| 04                                                                             | Noel León                | Van Amersfoort Racing | 23     | + 5,310   | 04    | 1:25,978 (08.)   |
| 05                                                                             | Joseph Loake             | Rodin Carlin          | 23     | + 6,489   | 05    | 1:25,998 (09.)   |
| 06                                                                             | Mari Boya                | Campos Racing         | 23     | + 6,891   | 06    | 1:25,805 (07.)   |
| 07                                                                             | Dino Beganovic           | Prema Racing          | 23     | + 7,732   | 07    | 1:24,919 (07.)   |
| 08                                                                             | Luke Browning            | Hitech Pulse-Eight    | 23     | + 12,658  | 10    | 1:25,725 (07.)   |
| 09                                                                             | Leonardo Fornaroli       | Trident               | 23     | + 12,971  | 08    | 1:25,253 (11.)   |
| 10                                                                             | Oliver Goethe            | Campos Racing         | 23     | + 14,964  | 13    | 1:26,686 (11.)   |
| 11                                                                             | Gabriele Minì            | Prema Racing          | 23     | + 15,337  | 12    | 1:25,863 (21.)   |
| 12                                                                             | Callum Voisin            | Rodin Carlin          | 23     | + 19,472  | 20    | 1:26,946 (08.)   |
| 13                                                                             | Tommy Smith              | Van Amersfoort Racing | 23     | + 20,161  | 19    | 1:27,040 (08.)   |
| 14                                                                             | Max Esterson             | Jenzer Motorsport     | 23     | + 24,341  | 23    | 1:27,216 (08.)   |
| 15                                                                             | Santiago Ramos           | Trident               | 23     | + 24,747  | 17    | 1:26,075 (09.)   |
| 16                                                                             | Martinius Stenshorne     | Hitech Pulse-Eight    | 23     | + 25,093  | 28    | 1:25,358 (08.)   |
| 17                                                                             | Tasanapol Inthraphuvasak | AIX Racing            | 23     | + 27,444  | 27    | 1:26,717 (09.)   |
| 18                                                                             | Sebastián Montoya        | Campos Racing         | 23     | + 28,335  | 24    | 1:27,263 (10.)   |
| 19                                                                             | Charlie Wurz             | Jenzer Motorsport     | 23     | + 29,068  | 22    | 1:27,426 (10.)   |
| 20                                                                             | James Hedley             | Jenzer Motorsport     | 23     | + 43,344  | 30    | 1:27,384 (09.)   |
| 21                                                                             | Piotr Wiśnicki           | Rodin Carlin          | 23     | + 46,393  | 21    | 1:26,491 (10.)   |
| 22                                                                             | Sami Meguetounif         | Trident               | 20     | DNF       | 14    | 1:26,520 (08.)   |
| –                                                                              | Nikita Bedrin            | AIX Racing            | 15     | DNF       | 16    | 1:27,911 (08.)   |
| –                                                                              | Sophia Flörsch           | Van Amersfoort Racing | 13     | DNF       | 18    | 1:26,995 (08.)   |
| –                                                                              | Kacper Sztuka            | MP Motorsport         | 12     | DNF       | 15    | 1:26,936 (08.)   |
| –                                                                              | Arvid Lindblad           | Prema Racing          | 0      | DNF       | 09    | –                |
| –                                                                              | Christian Mansell        | ART Grand Prix        | 0      | DNF       | 11    | –                |
| –                                                                              | Joshua Dufek             | AIX Racing            | 0      | DNF       | 25    | –                |
| –                                                                              | Alex Dunne               | MP Motorsport         | 0      | DNF       | 26    | –                |
| –                                                                              | Cian Shields             | Hitech Pulse-Eight    | 0      | DNF       | 29    | –                |
| Schnellste Rennrunde, die für Punkte berechtigt ist: Dino Beganovic (1:24,919) |                          |                       |        |           |       |                  |
| Quelle:                                                                        |                          |                       |        |           |       |                  |

Anmerkungen
1. ↑  James Hedley erhielt zwei Fünf-Sekunden-Strafen (Safety-Car-Anweisungen ignoriert und Rasen in der Boxengasse), die auf die Endzeit aufaddiert wurde; er verlor keine Positionen im Endresultat.
2. ↑  Piotr Wiśnicki erhielt zwei Zehn-Sekunden-Strafen (Abkürzen und Verursachen einer Kollision), die auf die Endzeit aufaddiert wurde; er verlor eine Position im Endresultat.
3. ↑  Sophia Flörsch erhielt eine Zehn-Sekunden-Strafe (Abkürzen), die auf die Endzeit aufaddiert wurde; sie verlor keine Position im Endresultat.

### Hauptrennen
| Pos.                                                                          | Fahrer                   | Team                  | Runden | Zeit      | Start | Schnellste Runde |
| ----------------------------------------------------------------------------- | ------------------------ | --------------------- | ------ | --------- | ----- | ---------------- |
| 01                                                                            | Gabriele Minì            | Prema Racing          | 27     | 44:15,883 | 01    | 1:25,987 (09.)   |
| 02                                                                            | Christian Mansell        | ART Grand Prix        | 27     | + 0,802   | 02    | 1:26,357 (10.)   |
| 03                                                                            | Luke Browning            | Hitech Pulse-Eight    | 27     | + 1,720   | 03    | 1:25,172 (11.)   |
| 04                                                                            | Arvid Lindblad           | Prema Racing          | 27     | + 2,197   | 04    | 1:25,612 (07.)   |
| 05                                                                            | Leonardo Fornaroli       | Trident               | 27     | + 2,667   | 05    | 1:25,579 (10.)   |
| 06                                                                            | Dino Beganovic           | Prema Racing          | 27     | + 3,094   | 06    | 1:26,162 (14.)   |
| 07                                                                            | Mari Boya                | Campos Racing         | 27     | + 4,889   | 07    | 1:26,117 (09.)   |
| 08                                                                            | Tim Tramnitz             | MP Motorsport         | 27     | + 5,249   | 10    | 1:26,801 (09.)   |
| 09                                                                            | Joseph Loake             | Rodin Carlin          | 27     | + 6,602   | 08    | 1:26,757 (10.)   |
| 10                                                                            | Oliver Goethe            | Campos Racing         | 27     | + 8,007   | 13    | 1:27,271 (11.)   |
| 11                                                                            | Kacper Sztuka            | MP Motorsport         | 27     | + 8,469   | 15    | 1:27,119 (05.)   |
| 12                                                                            | Tommy Smith              | Van Amersfoort Racing | 27     | + 8,959   | 18    | 1:27,256 (05.)   |
| 13                                                                            | Callum Voisin            | Rodin Carlin          | 27     | + 9,326   | 19    | 1:27,272 (06.)   |
| 14                                                                            | Santiago Ramos           | Trident               | 27     | + 10,963  | 17    | 1:25,860 (08.)   |
| 15                                                                            | Sebastián Montoya        | Campos Racing         | 27     | + 11,379  | 24    | 1:26,568 (08.)   |
| 16                                                                            | Alex Dunne               | MP Motorsport         | 27     | + 12,002  | 26    | 1:25,907 (10.)   |
| 17                                                                            | Max Esterson             | Jenzer Motorsport     | 27     | + 12,409  | 22    | 1:25,898 (09.)   |
| 18                                                                            | Tasanapol Inthraphuvasak | AIX Racing            | 27     | + 13,443  | 27    | 1:26,793 (10.)   |
| 19                                                                            | Sophia Flörsch           | Van Amersfoort Racing | 27     | + 13,623  | 23    | 1:26,826 (08.)   |
| 20                                                                            | Joshua Dufek             | AIX Racing            | 27     | + 14,069  | 25    | 1:26,997 (06.)   |
| 21                                                                            | Cian Shields             | Hitech Pulse-Eight    | 27     | + 15,201  | 29    | 1:27,104 (11.)   |
| 22                                                                            | James Hedley             | Jenzer Motorsport     | 27     | + 15,941  | 30    | 1:27,570 (07.)   |
| 23                                                                            | Noel León                | Van Amersfoort Racing | 27     | + 17,360  | 09    | 1:26,852 (11.)   |
| 24                                                                            | Nikita Bedrin            | AIX Racing            | 27     | + 17,575  | 16    | 1:25,964 (09.)   |
| 25                                                                            | Piotr Wiśnicki           | Rodin Carlin          | 27     | + 20,640  | 20    | 1:26,936 (08.)   |
| 26                                                                            | Martinius Stenshorne     | Hitech Pulse-Eight    | 27     | + 26,465  | 28    | 1:24,773 (09.)   |
| 27                                                                            | Nikola Zolow             | ART Grand Prix        | 27     | + 28,566  | 12    | 1:25,863 (10.)   |
| –                                                                             | Laurens van Hoepen       | ART Grand Prix        | 22     | DNF       | 11    | 1:26,538 (10.)   |
| –                                                                             | Sami Meguetounif         | Trident               | 19     | DNF       | 14    | 1:26,556 (10.)   |
| –                                                                             | Charlie Wurz             | Jenzer Motorsport     | 0      | DNF       | 21    | –                |
| Schnellste Rennrunde, die für Punkte berechtigt ist: Luke Browning (1:25,172) |                          |                       |        |           |       |                  |
| Quelle:                                                                       |                          |                       |        |           |       |                  |

Anmerkungen
1. ↑  Piotr Wiśnicku erhielt eine Zehn-Sekunden-Strafe (Verursachen einer Kollision), die auf die Endzeit aufaddiert wurde; er verlor elf Positionen im Endresultat.
2. ↑  Martinius Stenshorne erhielt eine Zehn-Sekunden-Strafe (Abkürzen), die auf die Endzeit aufaddiert wurde; er verlor zwei Positionen im Endresultat.
3. ↑  Nikola Zolow erhielt eine Zehn-Sekunden-Strafe (Verursachen einer Kollision), die auf die Endzeit aufaddiert wurde; er verlor keine Position im Endresultat.

## Meisterschafts-Stände nach dem Rennwochenende
Beim Hauptrennen (HAU) bekamen die ersten Zehn des Rennens 25, 18, 15, 12, 10, 8, 6, 4, 2 bzw. 1 Punkt(e). Beim Sprintrennen (SPR) erhielten die ersten Zehn des Rennens 10, 9, 8, 7, 6, 5, 4, 3, 2 bzw. 1 Punkt(e). Die zusätzlichen zwei Punkte für die Pole-Position im Hauptrennen gingen an Gabriele Minì, der Extrapunkt für die schnellste Rennrunde wurde an Dino Beganovic (SPR) sowie Luke Browning (HAU) vergeben.

### Fahrerwertung
| Pos. | Fahrer               | Team                  | Punkte |
| ---- | -------------------- | --------------------- | ------ |
| 01   | Gabriele Minì        | Prema Racing          | 72     |
| 02   | Luke Browning        | Hitech Pulse-Eight    | 68     |
| 03   | Leonardo Fornaroli   | Trident               | 64     |
| 04   | Dino Beganovic       | Prema Racing          | 58     |
| 05   | Arvid Lindblad       | Prema Racing          | 44     |
| 06   | Oliver Goethe        | Campos Racing         | 43     |
| 07   | Tim Tramnitz         | MP Motorsport         | 43     |
| 08   | Sami Meguetounif     | Trident               | 38     |
| 09   | Christian Mansell    | ART Grand Prix        | 38     |
| 10   | Laurens van Hoepen   | ART Grand Prix        | 30     |
| 11   | Mari Boya            | Campos Racing         | 30     |
| 12   | Nikola Zolow         | ART Grand Prix        | 17     |
| 13   | Santiago Ramos       | Trident               | 17     |
| 14   | Noel León            | Van Amersfoort Racing | 15     |
| 15   | Sebastián Montoya    | Campos Racing         | 12     |
| 16   | Martinius Stenshorne | Hitech Pulse-Eight    | 10     |

| Pos. | Fahrer                   | Team                  | Punkte |
| ---- | ------------------------ | --------------------- | ------ |
| 17   | Charlie Wurz             | Jenzer Motorsport     | 10     |
| 18   | Joseph Loake             | Rodin Carlin          | 8      |
| 19   | Kacper Sztuka            | MP Motorsport         | 6      |
| 20   | Alex Dunne               | MP Motorsport         | 6      |
| 21   | Nikita Bedrin            | AIX Racing            | 6      |
| 22   | Max Esterson             | Jenzer Motorsport     | 5      |
| 23   | Callum Voisin            | Rodin Carlin          | 0      |
| 24   | Tommy Smith              | Van Amersfoort Racing | 0      |
| 25   | Sophia Flörsch           | Van Amersfoort Racing | 0      |
| 26   | Matías Zagazeta          | Jenzer Motorsport     | 0      |
| 27   | Tasanapol Inthraphuvasak | AIX Racing            | 0      |
| 28   | Joshua Dufek             | AIX Racing            | 0      |
| 29   | Cian Shields             | Hitech Pulse-Eight    | 0      |
| 30   | Piotr Wiśnicki           | Rodin Carlin          | 0      |
| 31   | James Hedley             | Jenzer Motorsport     | 0      |

### Teamwertung
| Pos. | Konstrukteur       | Punkte |
| ---- | ------------------ | ------ |
| 01   | Prema Racing       | 174    |
| 02   | Trident            | 119    |
| 03   | ART Grand Prix     | 85     |
| 04   | Campos Racing      | 85     |
| 04   | Hitech Pulse-Eight | 78     |

| Pos. | Konstrukteur          | Punkte |
| ---- | --------------------- | ------ |
| 06   | MP Motorsport         | 55     |
| 07   | Van Amersfoort Racing | 15     |
| 08   | Jenzer Motorsport     | 15     |
| 09   | Rodin Motorsport      | 8      |
| 10   | AIX Racing            | 6      |